# Seignosse
Seignosse est une commune française située dans le département des Landes en région Nouvelle-Aquitaine.
Le gentilé est Seignossais.

## Géographie

### Localisation
La ville elle-même, « le Bourg », est situé dans la forêt des Landes en Maremne, et rejoint « Seignosse océan », la station située au bord de l'océan Atlantique, à travers 5 kilomètres de forêt bordée d'une piste cyclable vallonnée. Elle compte 6 km de plage réparties en 4 plages surveillées, du nord au sud : les Casernes, le Penon, les Bourdaines et les Estagnots. Seignosse s'étend en tout sur 3 619 hectares, dont près de 2 500 hectares de forêt. L'étang Blanc et l'étang Noir occupent une partie de la commune.

### Communes limitrophes
Les communes limitrophes sont Soustons, Angresse, Saubion, Soorts-Hossegor et Tosse.
|                  | Soustons        |                   |
| Océan Atlantique | Seignosse       | Tosse             |
|                  | Soorts-Hossegor | Saubion, Angresse |

### Climat
Pour des articles plus généraux, voir Climat de la Nouvelle-Aquitaine et Climat des Landes.
Historiquement, la commune est exposée à un climat océanique aquitain.  
En 2020, Météo-France publie une typologie des climats de la France métropolitaine dans laquelle la commune est exposée à un climat océanique et est dans la région climatique  Littoral charentais et aquitain, caractérisée par une pluviométrie élevée en automne et en hiver, un bon ensoleillement, des hiver doux (6,5 °C), soumis à la brise de mer.
Pour la période 1971-2000, la température annuelle moyenne est de 13,5 °C, avec une amplitude thermique annuelle de 13,2 °C. Le cumul annuel moyen de précipitations est de 1 374 mm, avec 13,4 jours de précipitations en janvier et 8,3 jours en juillet. Pour la période 1991-2020, la température moyenne annuelle observée sur la station météorologique la plus proche, située sur la commune de Soorts-Hossegor à 6 km à vol d'oiseau, est de 14,9 °C et le cumul annuel moyen de précipitations est de 1 181,8 mm,. Pour l'avenir, les paramètres climatiques de la commune estimés pour 2050 selon différents scénarios d’émission de gaz à effet de serre sont consultables sur un site dédié publié par Météo-France en novembre 2022.

## Urbanisme

### Typologie
Au 1er janvier 2024, Seignosse est catégorisée petite ville, selon la nouvelle grille communale de densité à sept niveaux définie par l'Insee en 2022.
Elle appartient à l'unité urbaine de Saint-Vincent-de-Tyrosse, une agglomération intra-départementale regroupant quatre  communes, dont elle est ville-centre,,. Par ailleurs la commune fait partie de l'aire d'attraction de Capbreton, dont elle est une commune de la couronne,. Cette aire, qui regroupe 6 communes, est catégorisée dans les aires de moins de 50 000 habitants,.
La commune, bordée par l'océan Atlantique, est également une commune littorale au sens de la loi du 3 janvier 1986, dite loi littoral. Des dispositions spécifiques d’urbanisme s’y appliquent dès lors afin de préserver les espaces naturels, les sites, les paysages et l’équilibre écologique du littoral, tel le principe d'inconstructibilité, en dehors des espaces urbanisés, sur la bande littorale des 100 mètres, ou plus si le plan local d’urbanisme le prévoit.

### Occupation des sols

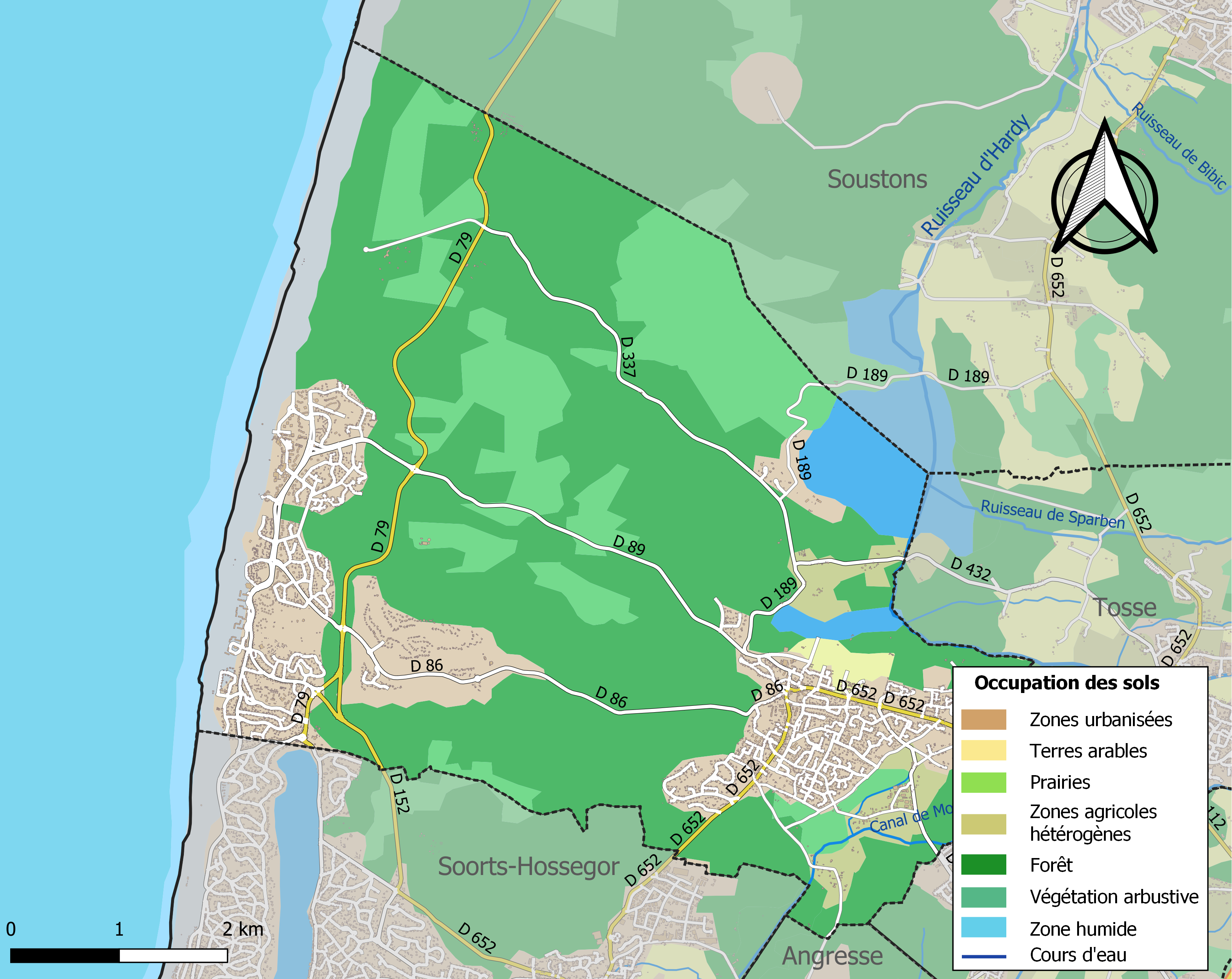
Carte des infrastructures et de l'occupation des sols de la commune en 2018 (CLC).

L'occupation des sols de la commune, telle qu'elle ressort de la base de données européenne d’occupation biophysique des sols Corine Land Cover (CLC), est marquée par l'importance des forêts et milieux semi-naturels (74,6 % en 2018), en diminution par rapport à 1990 (77,5 %). La répartition détaillée en 2018 est la suivante : forêts (54,7 %), milieux à végétation arbustive et/ou herbacée (16,2 %), zones urbanisées (14,5 %), espaces verts artificialisés, non agricoles (4,1 %), espaces ouverts, sans ou avec peu de végétation (3,7 %), eaux continentales (3,2 %), zones agricoles hétérogènes (2,8 %), terres arables (0,7 %). L'évolution de l’occupation des sols de la commune et de ses infrastructures peut être observée sur les différentes représentations cartographiques du territoire : la carte de Cassini (XVIIIe siècle), la carte d'état-major (1820-1866) et les cartes ou photos aériennes de l'IGN pour la période actuelle (1950 à aujourd'hui).

### Lieux-dits et hameaux
Neuf quartiers composent la commune de Seignosse :
- la Montagne ;
- les Orocqs ;
- Tetin ;
- le Plan ;
- l'Arrigan ;
- Pisloc ;
- les Dunes ;
- l'Église ;
- les Murailles.

### Voies de communication et transports

#### Voies
| 210 odonymes recensés à Seignosse au 19 janvier 2014 | 210 odonymes recensés à Seignosse au 19 janvier 2014 | 210 odonymes recensés à Seignosse au 19 janvier 2014 | 210 odonymes recensés à Seignosse au 19 janvier 2014 | 210 odonymes recensés à Seignosse au 19 janvier 2014 | 210 odonymes recensés à Seignosse au 19 janvier 2014 | 210 odonymes recensés à Seignosse au 19 janvier 2014 | 210 odonymes recensés à Seignosse au 19 janvier 2014 | 210 odonymes recensés à Seignosse au 19 janvier 2014 | 210 odonymes recensés à Seignosse au 19 janvier 2014 | 210 odonymes recensés à Seignosse au 19 janvier 2014 | 210 odonymes recensés à Seignosse au 19 janvier 2014 | 210 odonymes recensés à Seignosse au 19 janvier 2014 | 210 odonymes recensés à Seignosse au 19 janvier 2014 | 210 odonymes recensés à Seignosse au 19 janvier 2014 | 210 odonymes recensés à Seignosse au 19 janvier 2014 |
| Allée                                                | Avenue                                               | Bld                                                  | Chemin                                               | Clos                                                 | Impasse                                              | Passage                                              | Place                                                | Quai                                                 | Rd-point                                             | Route                                                | Rue                                                  | Square                                               | Villa                                                | Autres                                               | Total                                                |
| ---------------------------------------------------- | ---------------------------------------------------- | ---------------------------------------------------- | ---------------------------------------------------- | ---------------------------------------------------- | ---------------------------------------------------- | ---------------------------------------------------- | ---------------------------------------------------- | ---------------------------------------------------- | ---------------------------------------------------- | ---------------------------------------------------- | ---------------------------------------------------- | ---------------------------------------------------- | ---------------------------------------------------- | ---------------------------------------------------- | ---------------------------------------------------- |
| 14                                                   | 79                                                   | 0                                                    | 7                                                    | 1                                                    | 35                                                   | 0                                                    | 10                                                   | 0                                                    | 0                                                    | 9                                                    | 43                                                   | 2                                                    | 0                                                    | 10                                                   | 210                                                  |
| Notes « N »                                          | Notes « N »                                          | 1. 2. 3. 4. 5.                                       | 1. 2. 3. 4. 5.                                       | 1. 2. 3. 4. 5.                                       | 1. 2. 3. 4. 5.                                       | 1. 2. 3. 4. 5.                                       | 1. 2. 3. 4. 5.                                       | 1. 2. 3. 4. 5.                                       | 1. 2. 3. 4. 5.                                       | 1. 2. 3. 4. 5.                                       | 1. 2. 3. 4. 5.                                       | 1. 2. 3. 4. 5.                                       | 1. 2. 3. 4. 5.                                       | 1. 2. 3. 4. 5.                                       | 1. 2. 3. 4. 5.                                       |
| Sources : rue-ville.info & OpenStreetMap             |                                                      |                                                      |                                                      |                                                      |                                                      |                                                      |                                                      |                                                      |                                                      |                                                      |                                                      |                                                      |                                                      |                                                      |                                                      |

### Risques majeurs
Le territoire de la commune de Seignosse est vulnérable à différents aléas naturels : météorologiques (tempête, orage, neige, grand froid, canicule ou sécheresse), feux de forêts, mouvements de terrains et séisme (sismicité faible). Un site publié par le BRGM permet d'évaluer simplement et rapidement les risques d'un bien localisé soit par son adresse soit par le numéro de sa parcelle.
Seignosse est exposée au risque de feu de forêt. Depuis le 20 avril 2016, les départements de la Gironde, des Landes et de Lot-et-Garonne disposent d’un règlement interdépartemental de protection de la forêt contre les incendies. Ce règlement vise à mieux prévenir les incendies de forêt, à faciliter les interventions des services et à limiter les conséquences, que ce soit par le débroussaillement, la limitation de l’apport du feu ou la réglementation des activités en forêt. Il définit en particulier cinq niveaux de vigilance croissants auxquels sont associés différentes mesures,.
Les mouvements de terrains susceptibles de se produire sur la commune sont un recul du trait de côte et de falaises et des tassements différentiels.

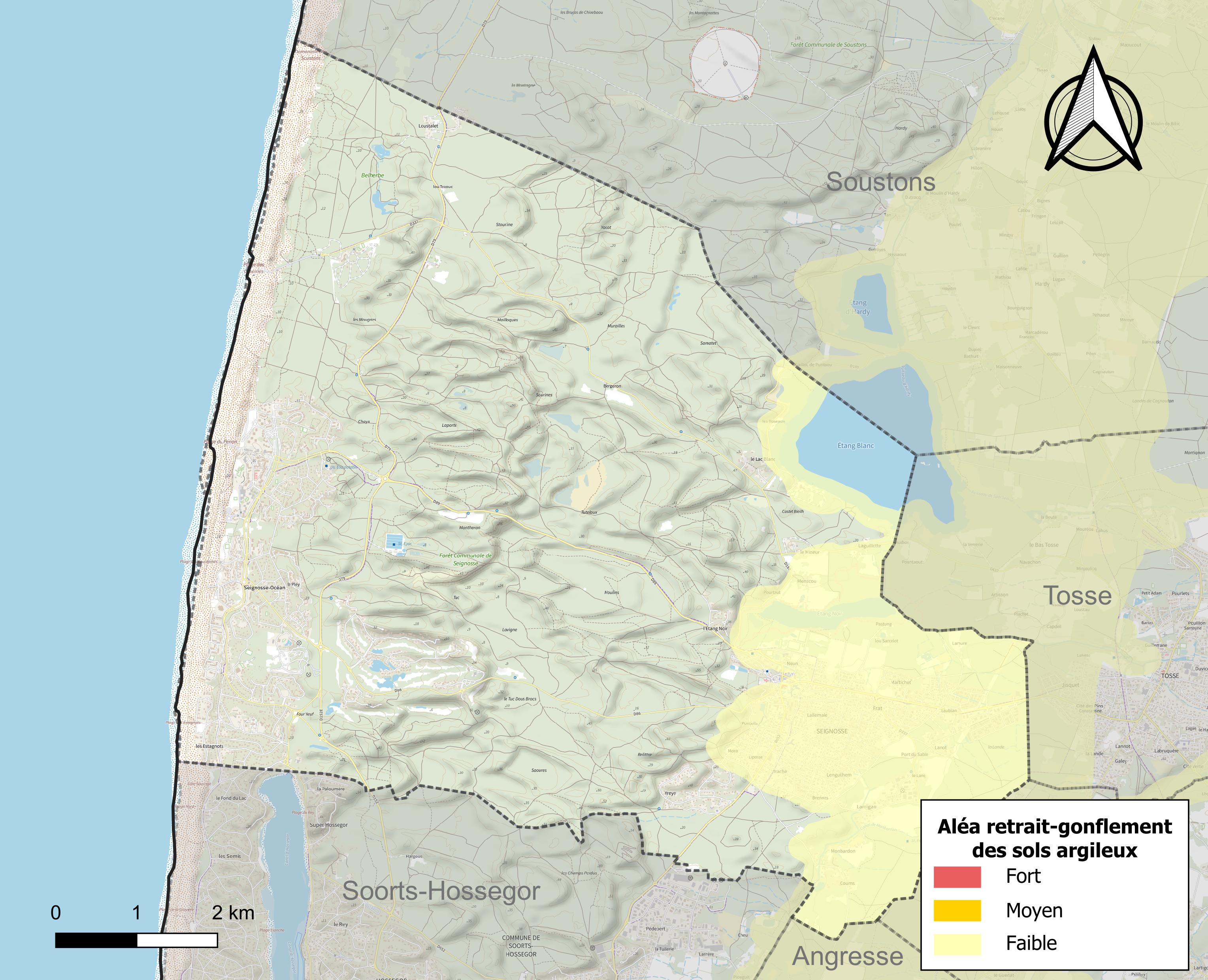
Carte des zones d'aléa retrait-gonflement des sols argileux de Seignosse.

Le retrait-gonflement des sols argileux est susceptible d'engendrer des dommages importants aux bâtiments en cas d’alternance de périodes de sécheresse et de pluie. Aucune partie du territoire de la commune n'est en aléa moyen ou fort (19,2 % au niveau départemental et 48,5 % au niveau national). Sur les 3 079 bâtiments dénombrés sur la commune en 2019,  aucun n'est en aléa moyen ou fort, à comparer aux 17 % au niveau départemental et 54 % au niveau national. Une cartographie de l'exposition du territoire national au retrait gonflement des sols argileux est disponible sur le site du BRGM,.
La commune a été reconnue en état de catastrophe naturelle au titre des dommages causés par les inondations et coulées de boue survenues en 1984, 1988, 1999, 2009 et 2018 et au titre des inondations par remontée de nappe en 2013, 2014 et 2020 et par des mouvements de terrain en 1999.

## Toponymie
Le nom de la localité est attesté sous les formes Sinosse et Sinossa aux XIe et XIIe siècles.
Il s'agit probablement d'un composé du nom de personne gaulois Sennius (avec doublement du N) cité par Xavier Delamarre, à propos du mot gaulois senos signifiant « ancien, vieux », d'où un surnom Sennius (Sennios) « l'ancien ». Même racine celtique que le vieil irlandais sen, le gallois et le breton hen (par amuïssement du s > h en brittonique) et par l'indo-européen, que le latin senex. Albert Dauzat, Charles Rostaing et Ernest Nègre identifient ce même anthroponyme,, mais les premiers le notent Senius.
Le second élément -osse représente le suffixe aquitanique -ossa, rencontré fréquemment en Aquitaine, variante féminine de -ossum, dont la forme originelle est *-otz ou *-otza. Il s'agit d'un suffixe localisant ayant sans doute la même valeur que le suffixe gaulois -acon (gallo-roman -acum) et le suffixe latin -anum.
Le sens global du toponyme est sans doute celui de « propriété de Senius ».
Remarque : Sennius est aussi un nom souvent attesté dans la toponymie française, présent dans Ségny (Ain), Seigné (Charente-Maritime), peut-être Seigny (Côte-d'Or), Segnacco (Frioul, Italie) avec le suffixe -acum gallo-roman. Signagno (Émilie, Italie) contient plutôt un nom de personne latin dérivé de senex, suivi du suffixe latin -anum.

## Histoire
La mairie de Seignosse a été créée en 1913 dans un style néo-classique par M. Magnon, un entrepreneur d'Arcachon. Ce bâtiment comprenait une salle des fêtes, l’école des garçons et celle des filles.
La ville a bénéficié d'une ligne de chemin de fer locale jusqu'en 1957 : ligne de Labenne à Seignosse.
Créée dans les années 1960-1970, Seignosse-Océan est une station touristique dont les équipements peuvent être qualifiés de vieillissants.

## Politique et administration

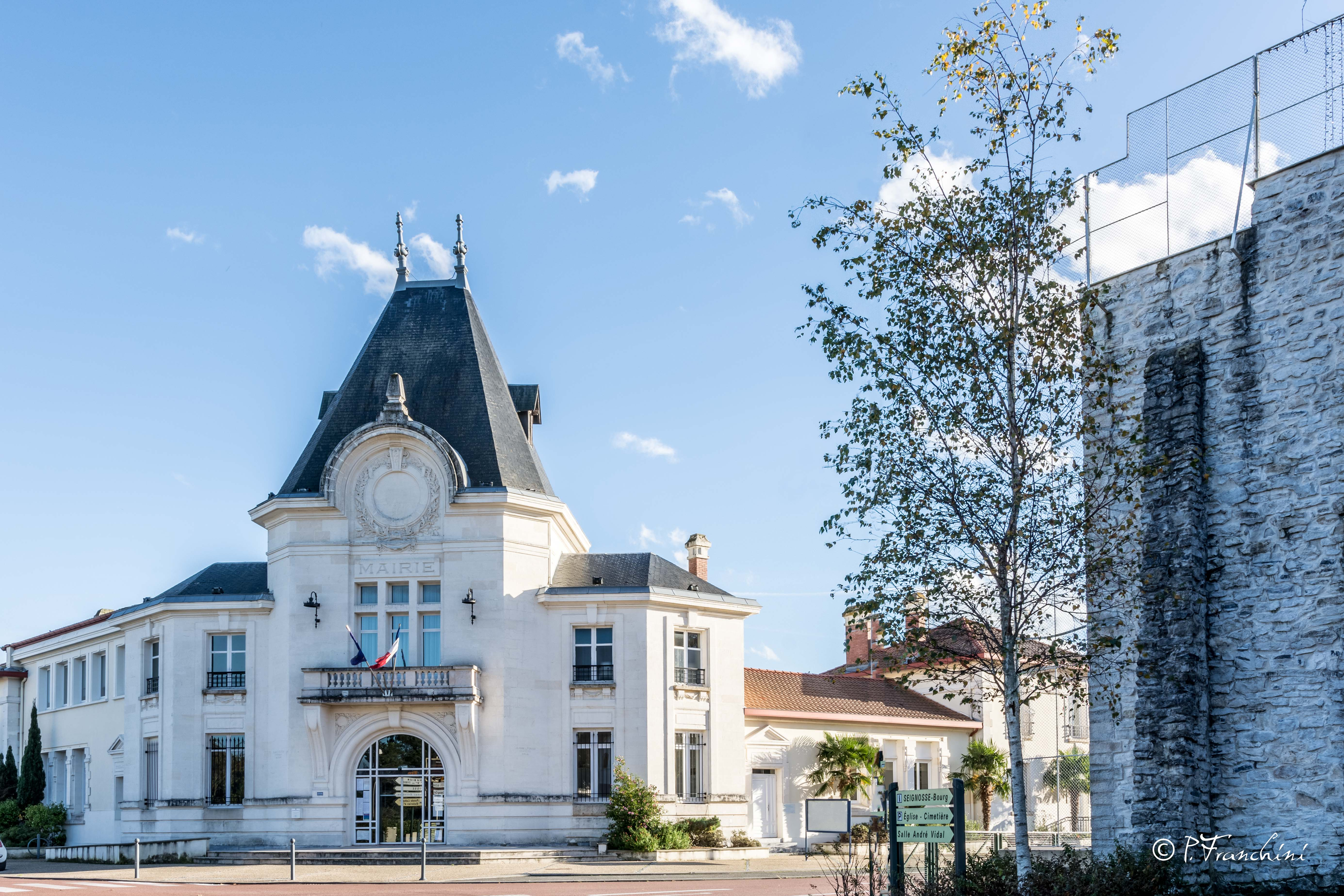
La mairie de Seignosse.

### Tendances politiques et résultats
Globalement, le centre droit et la droite républicaine, selon le spectre politique français habituellement utilisé, sont les premières forces politiques majeures à Seignosse. Cependant la gauche devance légèrement le centre droit.
Lors de l'élection présidentielle de 2007, le candidat Nicolas Sarkozy a remporté 57,92 % des suffrages, soit plus de la moyenne nationale (31,18 %) contre 22,38 % (moyenne nationale : 18,57 %) pour le candidat du Mouvement démocrate Bayrou et 22,47 % (moyenne nationale : 25,87 %) pour la candidate socialiste Ségolène Royal.

### Liste des maires
Le conseil municipal seignossais compte, en plus du maire, 26 conseillers municipaux.
| Période                                  | Période                 | Identité                   | Étiquette | Qualité |
| ---------------------------------------- | ----------------------- | -------------------------- | --------- | --- |
| Les données manquantes sont à compléter. |                         |                            |           | |
| vers 1905                                |                         | Henri Labèque              |           | |
| vers 1906                                |                         | André Lapègue              |           | |
| 1912                                     |                         | Joseph Labescat            |           | Licencié es lettres |
|                                          |                         | Léon Desclaux              |           | |
| vers 1934                                |                         | Charles Clet               |           | Propriétaire de bouchonnerie et hôtelier |
| Les données manquantes sont à compléter. |                         |                            |           | |
| 1952                                     | mars 1965               | Omer Maisonnave            | PS        | Charpentier |
| mars 1965                                | juin 1995               | Maurice Ravailhe           |           | |
| juin 1995                                | mars 2001               | Christian Zago             |           | |
| mars 2001                                | 8 décembre 2011 (décès) | Ladislas de Hoyos          | DVD       | Journaliste retraité |
| décembre 2011                            | avril 2012              | Marie-Christine Maisonnave | DVG       | Maire par intérim |
| avril 2012                               | mars 2014               | Jean-Bernard Commet        | DVG       | Retraité des douanes |
| mars 2014                                | mai 2020                | Lionel Camblanne           | UMP-LR    | Enseignant-chercheur Conseiller départemental du Marensin-Sud (2015 → 2021)                                                                                      |
| mai 2020                                 | En cours                | Pierre Pécastaings         | LREM-RE   | Attaché parlementaire du député de la deuxième circonscription des Landes, Lionel Causse (EPR) Réélu lors de l'élection municipale partielle du 26 novembre 2023 |

### Jumelages
La commune de Seignosse n'est jumelée avec aucune autre commune.

## Population et société

### Démographie
Ses habitants sont appelés les Seignossais.
Seignosse compte 3 955 résidents l'hiver et entre 40 000 et 50 000 en été. En effet, c'est une "ville" touristique du fait qu'elle se situe au bord de l'océan Atlantique.

#### Évolution démographique
L'évolution du nombre d'habitants est connue à travers les recensements de la population effectués dans la commune depuis 1793. Pour les communes de moins de 10 000 habitants, une enquête de recensement portant sur toute la population est réalisée tous les cinq ans, les populations de référence des années intermédiaires étant quant à elles estimées par interpolation ou extrapolation. Pour la commune, le premier recensement exhaustif entrant dans le cadre du nouveau dispositif a été réalisé en 2004.

En 2022, la commune comptait 3 914 habitants, en évolution de +1,14 % par rapport à 2016 (Landes : +5,78 %, France hors Mayotte : +2,11 %).
| 1793 | 1800 | 1806 | 1821 | 1831 | 1836 | 1841 | 1846 | 1851 |
| ---- | ---- | ---- | ---- | ---- | ---- | ---- | ---- | ---- |
| 372  | 329  | 334  | 384  | 420  | 460  | 458  | 464  | 511  |

| 1856 | 1861 | 1866 | 1872 | 1876 | 1881 | 1886 | 1891 | 1896 |
| ---- | ---- | ---- | ---- | ---- | ---- | ---- | ---- | ---- |
| 523  | 511  | 514  | 510  | 536  | 572  | 608  | 633  | 639  |

| 1901 | 1906 | 1911 | 1921 | 1926 | 1931 | 1936 | 1946 | 1954 |
| ---- | ---- | ---- | ---- | ---- | ---- | ---- | ---- | ---- |
| 643  | 629  | 601  | 577  | 569  | 573  | 527  | 503  | 529  |

| 1962 | 1968 | 1975  | 1982  | 1990  | 1999  | 2004  | 2006  | 2009  |
| ---- | ---- | ----- | ----- | ----- | ----- | ----- | ----- | ----- |
| 641  | 769  | 1 003 | 1 404 | 1 630 | 2 427 | 2 778 | 2 779 | 3 307 |

| 2014  | 2019  | 2022  | - | - | - | - | - | - |
| ----- | ----- | ----- | - | - | - | - | - | - |
| 3 756 | 3 876 | 3 914 | - | - | - | - | - | - |

#### Structure de la population
Seignosse est principalement une ville de jeunes cadres et de seniors. Les moins de 30 ans représentent 29 % de la population. Les ménages avec familles sont largement majoritaires puisqu'ils représentent 61,2 % des ménages.

### Tourisme et loisirs
Par décret ministériel du 19 avril 2017, la commune de Seignosse est classée Station de tourisme.

#### Le kitesurf

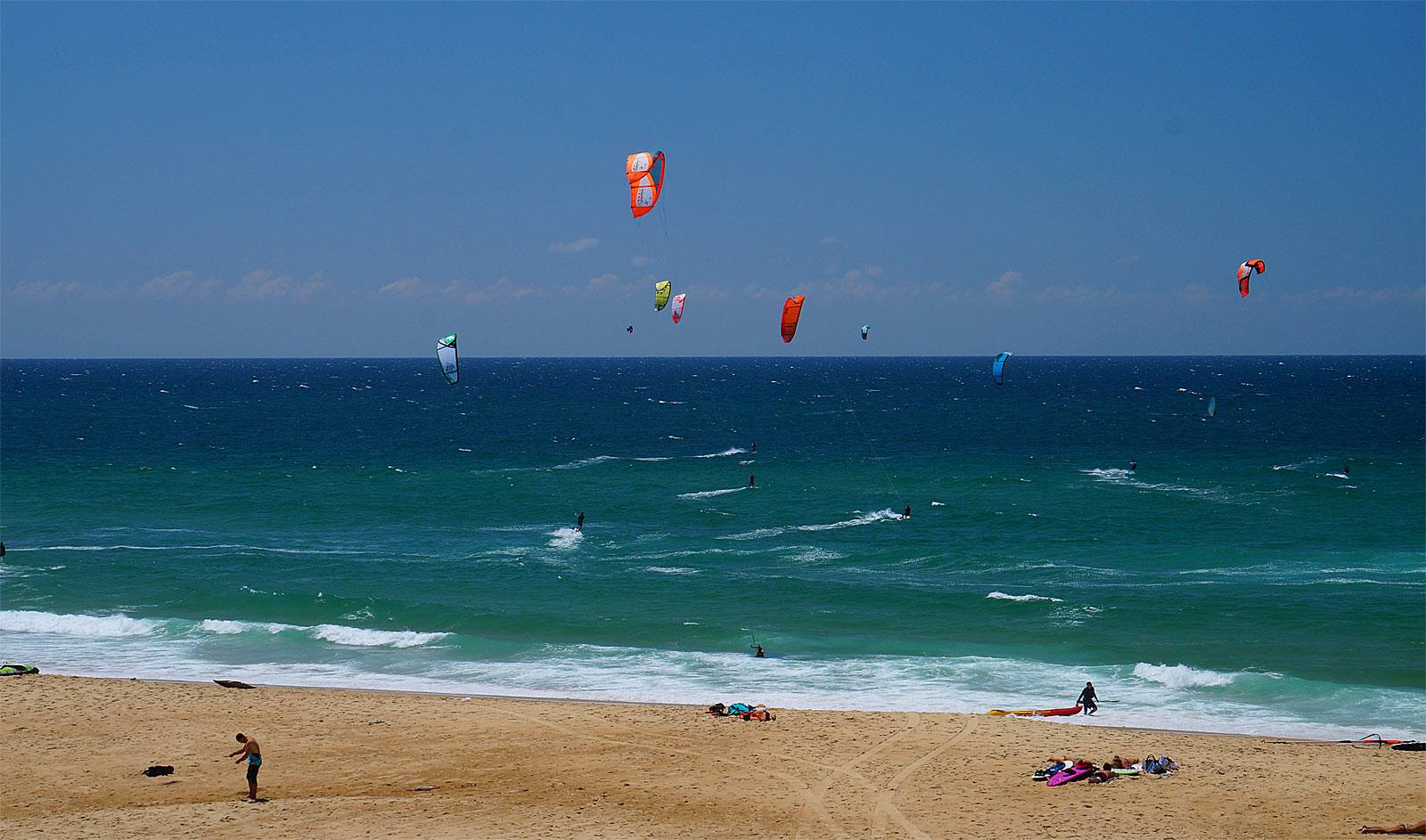
Kitesurfeurs plage des Estagnots.

La plage des Estagnots à Seignosse est un des hauts-lieux de la pratique du kitesurf dans le sud de l'Aquitaine.

#### Le surf

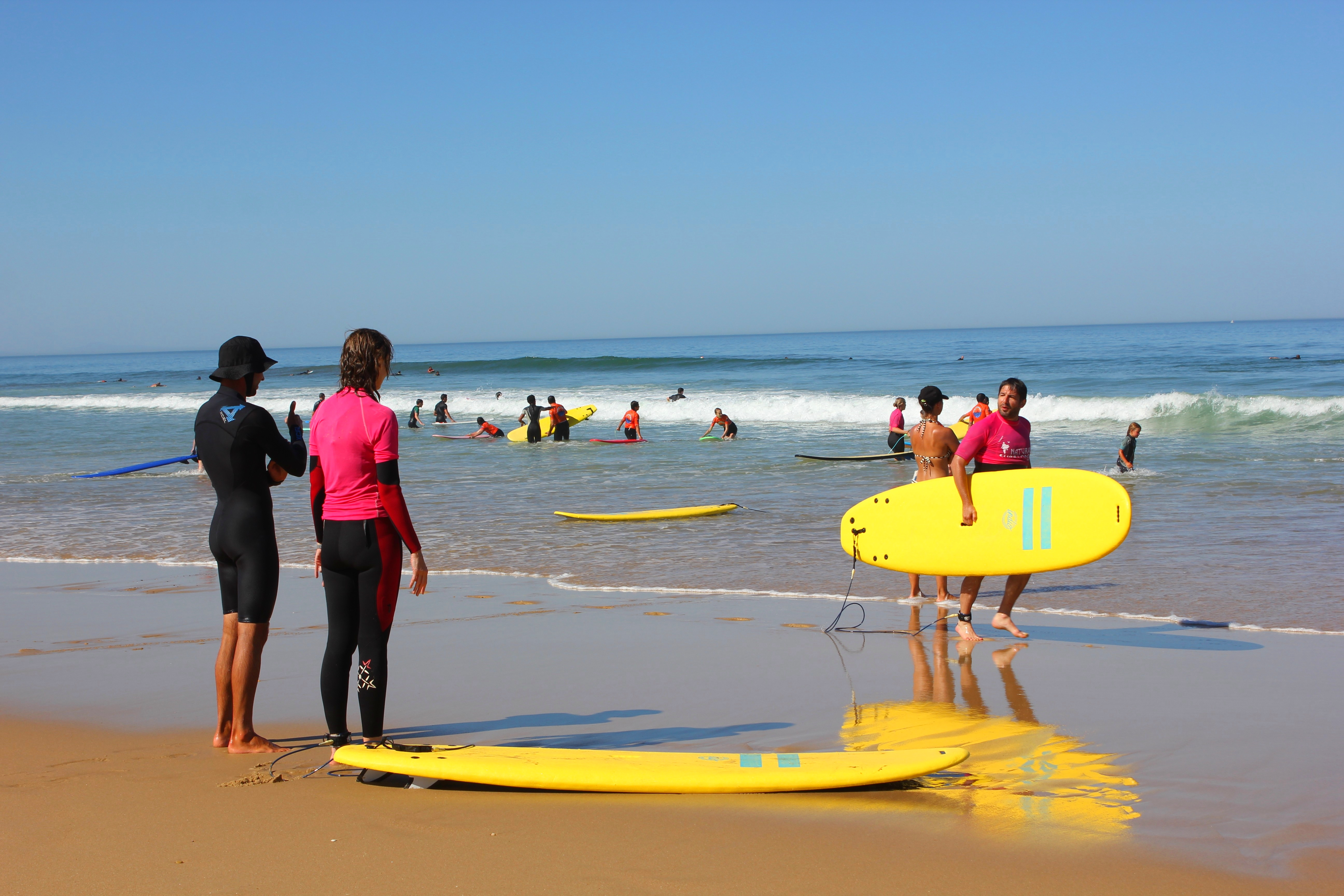
Une école de surf à Seignosse.

Seignosse est un lieu très prisé pour le surf. Avec Biarritz et Hossegor, Seignosse est un des lieux historiques de la naissance du surf en France (siège de la Fédération française de surf de 1977 à 1984). Les spots de surf d'Hossegor/Seignosse/Capbreton sont aujourd'hui connus des surfers du monde entier.
La commune compte une trentaine d'écoles de surf exerçant sur les vagues de Seignosse qui présentent une grande régularité pour l'apprentissage du surf.
Chaque année est organisée à Seignosse, conjointement avec Hossegor, une étape du championnat du monde de surf professionnel ainsi que de nombreuses autres compétitions toute l'année.

#### Le golf

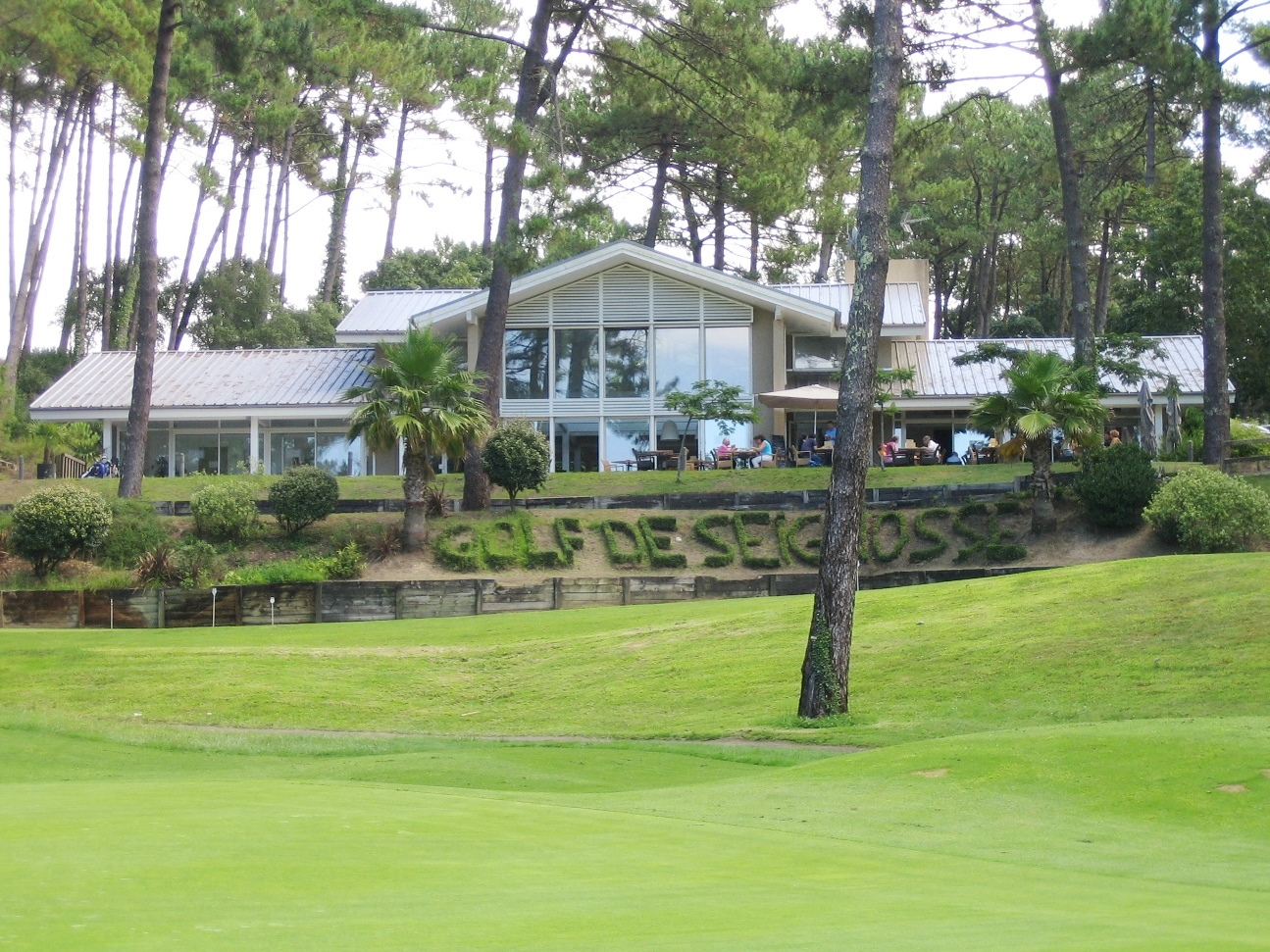
Le golf de Seignosse.

La commune possède un golf de 18 trous. Le golf de Seignosse s’étend sur un domaine de 70 hectares et a été dessiné en 1989 par l’architecte français Pierre Thevenin et l'architecte américain Robert van Hagge qui a réalisé plus de 300 parcours, notamment à Hilton Head en Caroline du Sud, le Doral et Boca Raton à Miami, en Floride.
Ce parcours 18 trous (par 72 de 6124 m) agrémenté d’obstacles d’eau, élu meilleur golf de France par les opérateurs anglais, se déroule dans un immense domaine vallonné, planté de pins et de chênes-lièges.

#### Le parc aquatique

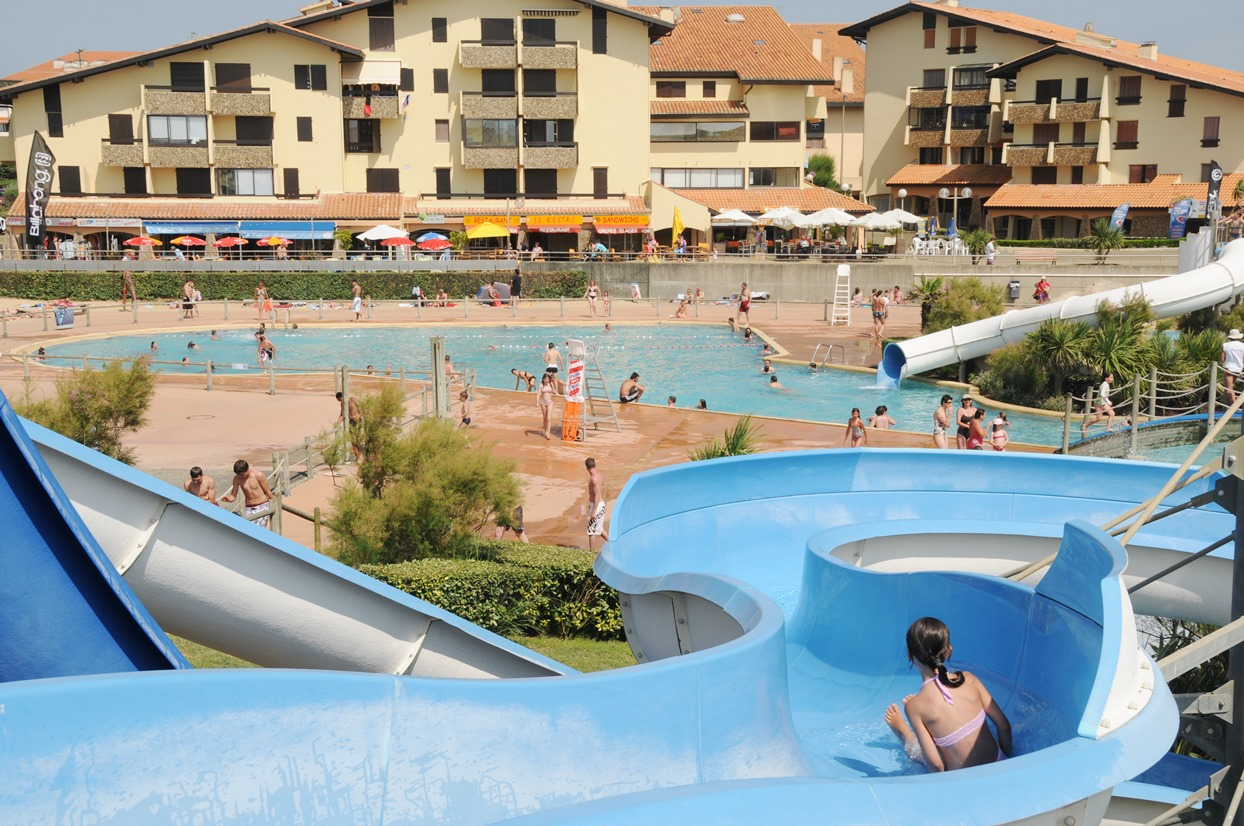
Le parc aquatique de Seignosse "Atlantic Park"

Seignosse possède également un parc aquatique : Atlantic Park. C'est le plus grand parc aquatique et de loisirs du département des Landes. C'est un établissement privé qui totalise 2 800 m2 de bassins chauffés avec toboggans multipistes, toboggan à virage, à tunnel, tube, un kamikaze et un super kamikaze de 9 mètres de haut. S'ajoutent également des bains bouillonnants, des bassins de 25 m et une rivière à contre-courant pour les amoureux de la natation, ainsi que des pataugeoires avec mini-toboggans pour les tout-petits. Un bar-restaurant est également présent sur ce lieu ainsi que des aires de pique-nique ombragées.

#### La réserve naturelle de l'Étang Noir

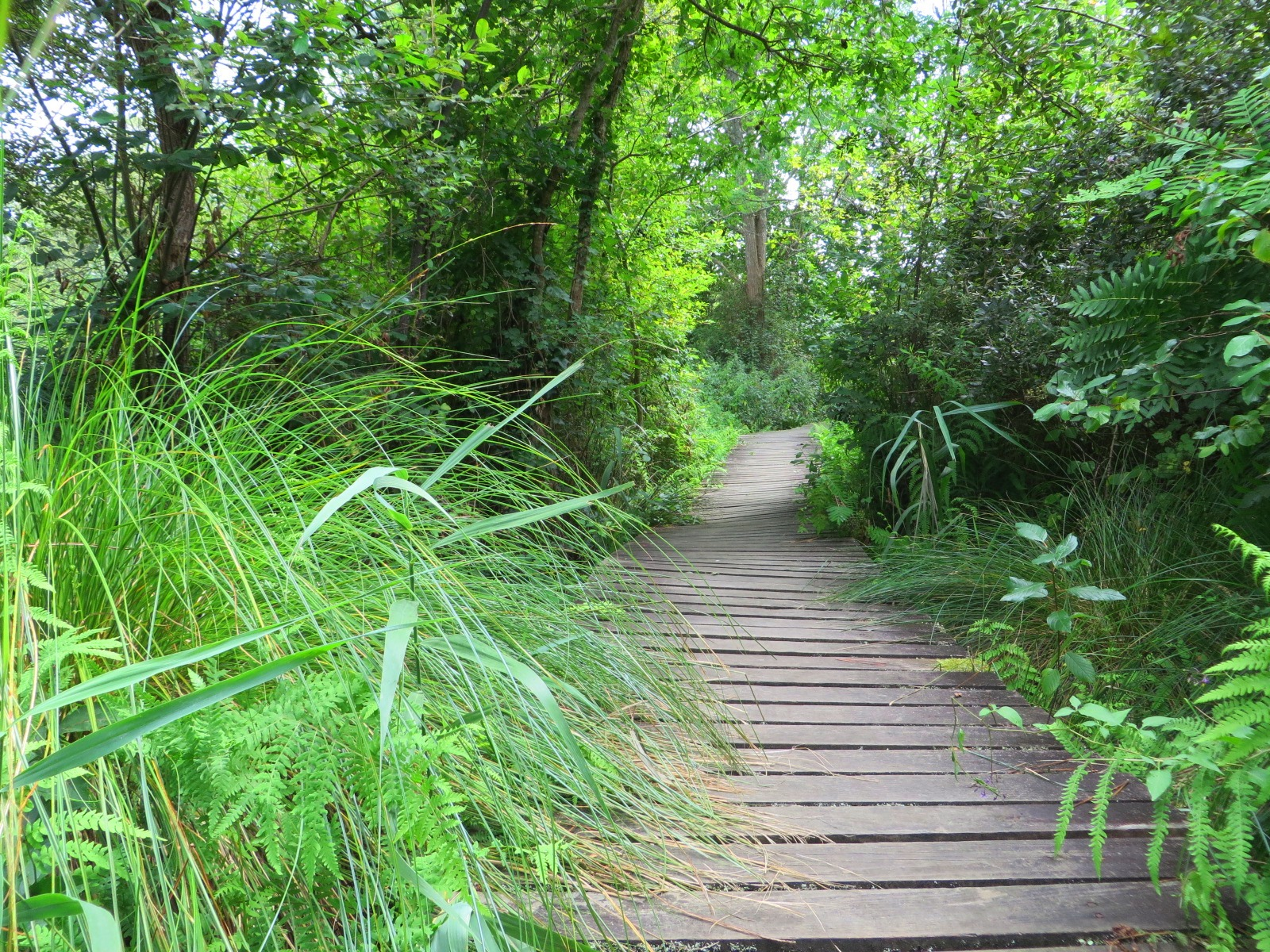
La réserve naturelle de l'Étang Noir à Seignosse.

La commune dispose de la première Réserve Naturelle Nationale des Landes, espace classé par arrêté ministériel du 2 juillet 1974. Située à l'entrée du bourg, elle s'étend sur 52 hectares. Le Pavillon d'accueil de la réserve naturelle nationale offre aux visiteurs un parcours pédagogique, ainsi qu'une documentation complète et pédagogique sur la faune et la flore du site. Une passerelle de bois permet de pénétrer au cœur d'une végétation dense caractéristique des landes humides où se cachent de  nombreuses espèces animales protégées. Au  bout de la passerelle se trouve l'étang noir. Des visites guidées sont organisées durant la saison estivale.

#### Espaces naturels protégés
Outre la Réserve Naturelle Nationale, la commune dispose de plusieurs espaces naturels remarquables: une zone Natura 2000 référencée FR7200712, un espace protégé par le Conservatoire du Littoral sur une superficie de 72 hectares, ainsi que le périmètre du Lac d'Hossegor, une partie du lac étant sur la commune de Seignosse.

#### L'Étang Blanc

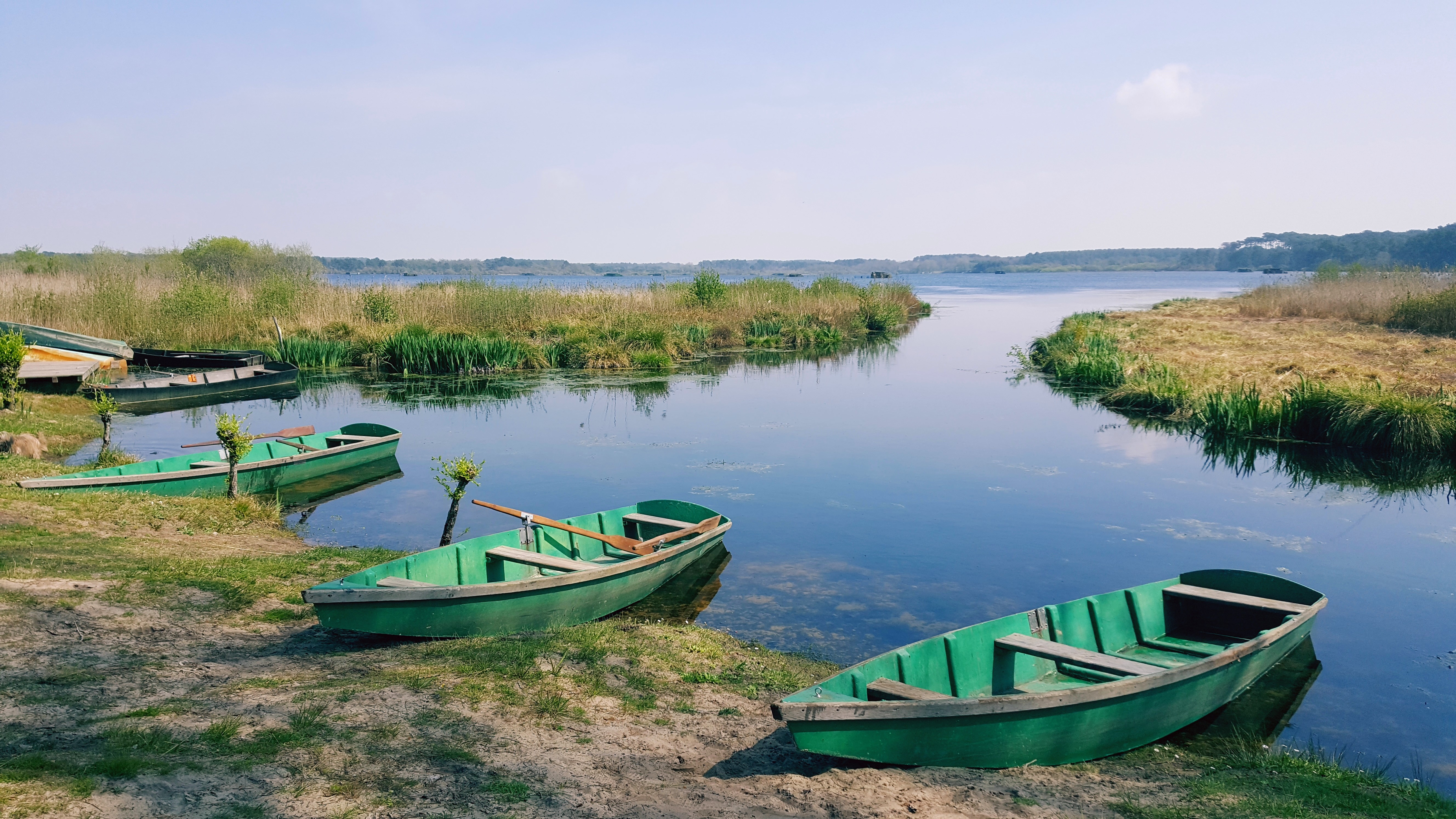
L'Étang Blanc de Seignosse.

L'Étang Blanc est situé dans un environnement naturel entouré de pins et de chênes-lièges. La pêche y est possible, tout comme la promenade en barque à rames. Les « tonnes », abris caractéristiques pour la chasse au canard, ponctuent cette vaste étendue d'eau.

#### Skate park
Équipement emblématique de la commune, la commune compte deux équipements, l'un est situé à l'entrée de la plage du Penon, l'autre au bourg sur la plaine des sports.

#### Seignosse à pied ou à vélo

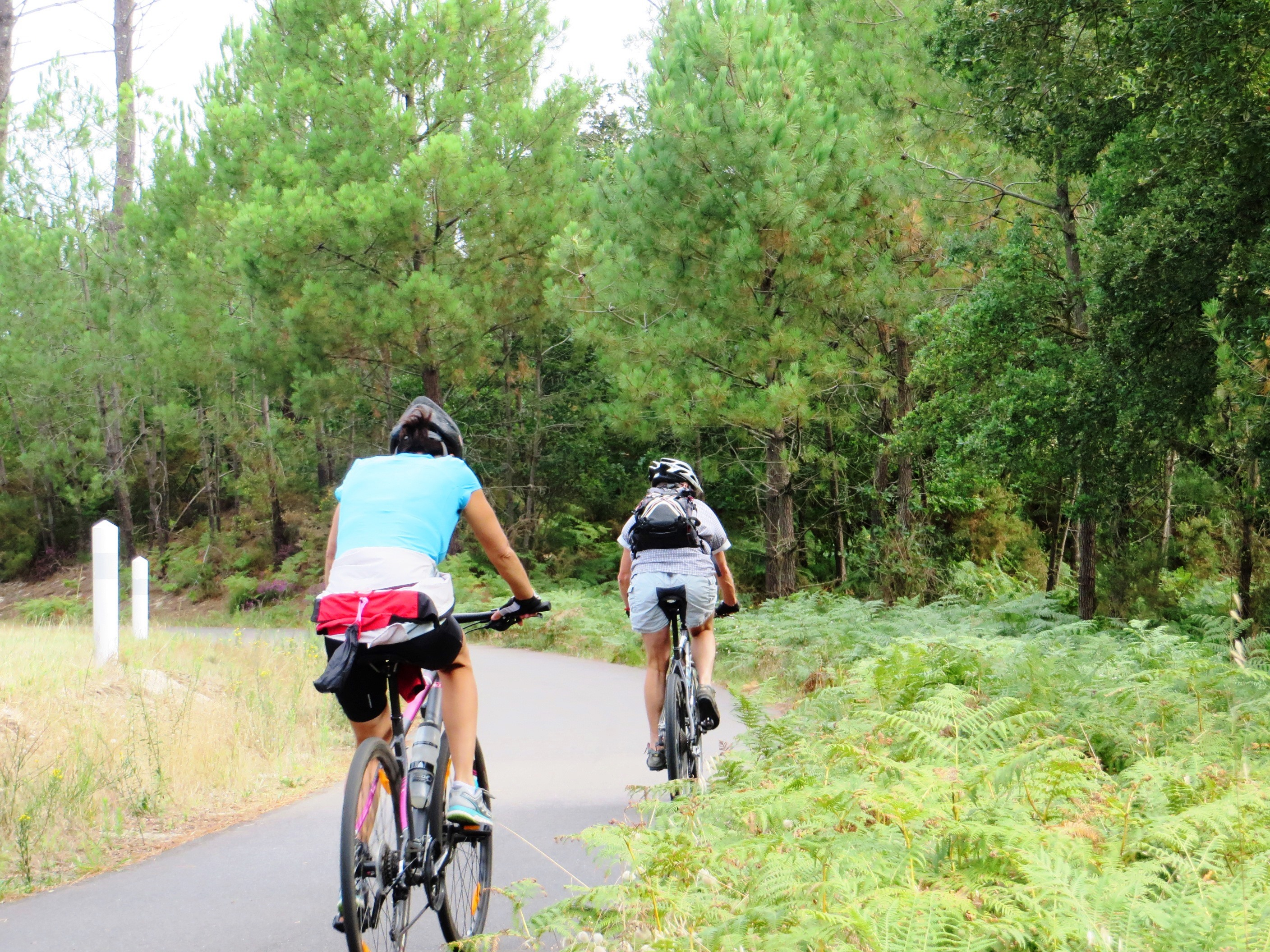
Une vue de La Vélodyssée à Seignosse.

Le territoire de Seignosse est composé à 70 % de forêt. La forêt de pins des Landes est la plus vaste d'Europe. 40 km de sentiers en forêt sont balisés sur la commune. Seignosse dispose de 20 km de voies cyclables dont La Vélodyssée, itinéraire qui longe le littoral français, de la Bretagne au Pays Basque.

## Économie
Ses deux piliers économiques sont l'artisanat du bois et le tourisme.

### Culture locale et patrimoine

#### Lieux et monuments
- Église Saint-André de Seignosse : bâtie au XIIIe siècle, elle est dédiée à saint André, saint patron de Seignosse. Une partie de l’église fut détruite durant la Terreur. La maçonnerie principale de l’église est en pierre. Le clocher est de style gothique et de pierre d’Angoulême.  La cloche servait autrefois de tocsin à feu.
- Église Sainte-Thérèse du Penon : elle a été érigée en 1973.
- Le lavoir : c'était autrefois le lieu où se retrouvaient les lavandières pour la grande lessive.
- Le fronton : lieu où se pratique la pelote basque.
- La salle de spectacles des Bourdaines : d'une capacité de 2 500 places, a une situation inédite au bord de la dune. Elle accueille concerts, spectacles et festivals toute l'année.

#### Seignosse Océan

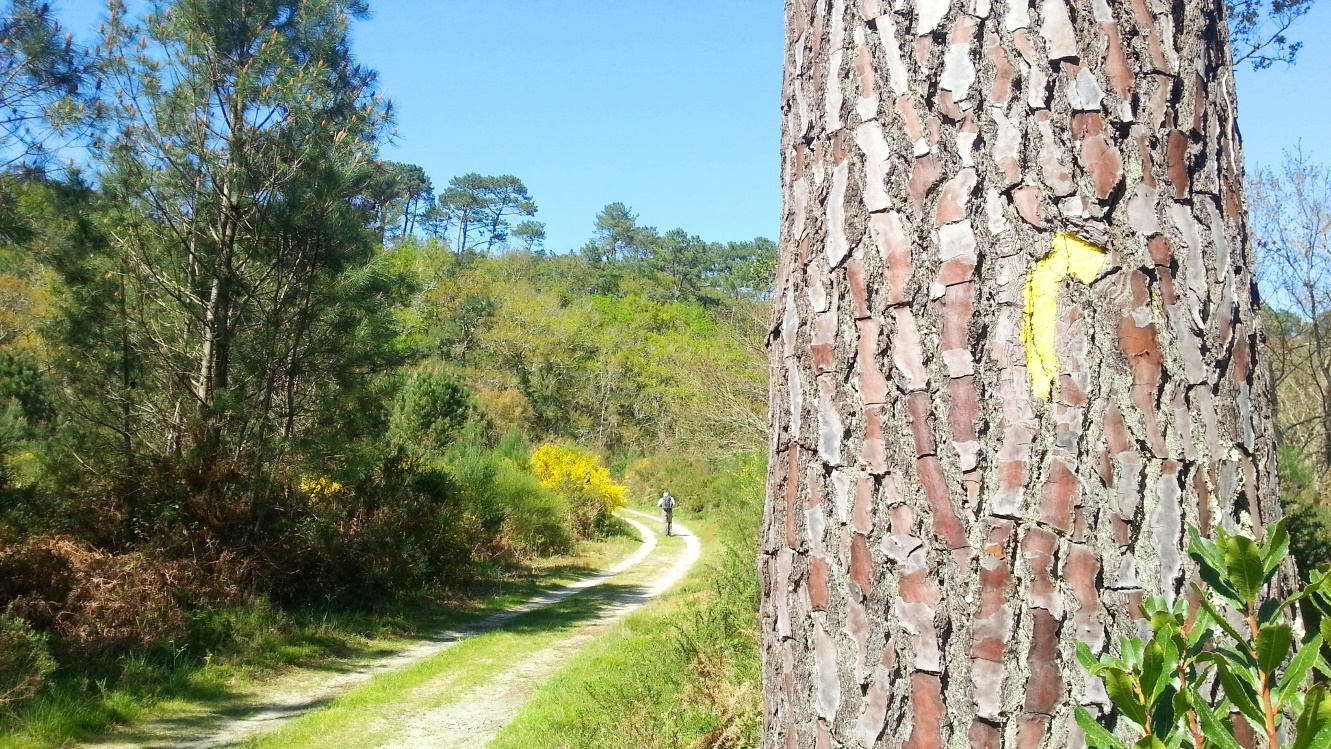
Une randonnée à Seignosse.

La station balnéaire classée, au bord de l'océan (à 5 km à l'ouest du bourg). Cette dernière fut aménagée dans les années 1960 et années 1970. Contrairement aux autres communes de la côte atlantique, la création de la station a débuté avant la M.I.A.C.A(Mission Interministérielle d'Aménagement de la Côte Aquitaine), impulsé par le Département des Landes via la SATEL. Celle-ci comporte un parc aquatique, le plus grand des Landes, Atlantic Park, ainsi que 4 plages surveillées qui s'étendent sur 6 km : la plage des casernes, la plage du Penon, la plage des Bourdaines, et la plage des Estagnots. La station comprend de nombreux commerces, campings et villages de vacances.
En été, une navette bus gratuite permet d'accéder aux plages de Seignosse et de rejoindre Hossegor et Capbreton.
Marché saisonnier en saison : produits alimentaires, vêtements, artisanat.
La station a été renommée en 2009 Seignosse Océan et comprend les quartiers des Estagnots, des Bourdaines et du Penon.

#### Gastronomie

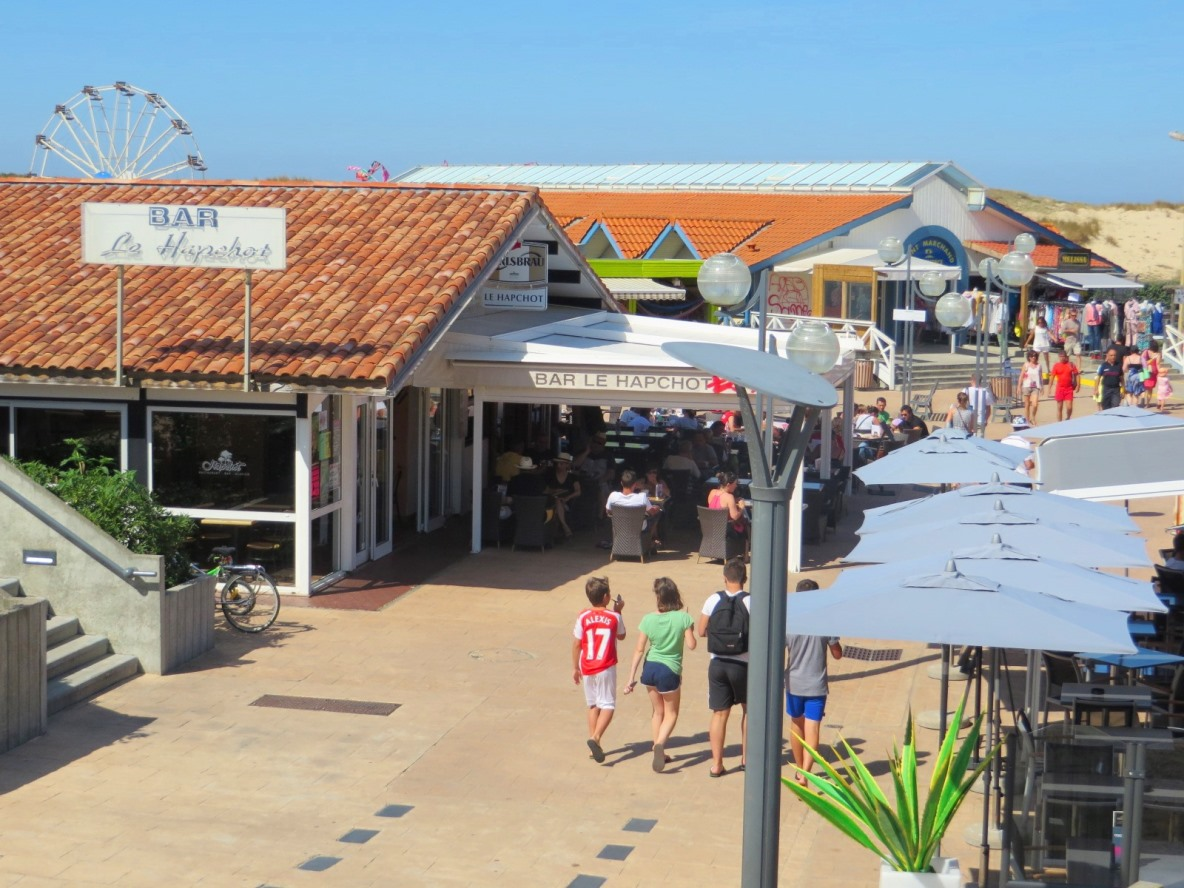
Une vue du centre commerçant de Seignosse Océan.

La ville est fortement imprégnée des traditions culinaires landaises avec ses produits de qualité : canard, foie gras, asperges, kiwis, bœuf de Chalosse.

### Personnalités liées à la commune
- L'ancien maire de Seignosse, Ladislas de Hoyos, fut un journaliste présentateur du journal de 20 heures sur TF1, notamment dans les années 1980.
- Joseph Brau, médecin et résistant français, décédé le 11 mai 1975 à Seignosse.